# Florent Ibengé
Jean-Florent Ikwanga Ibengé (Kinshasa, 4 dicembre 1961) è un allenatore di calcio ed ex calciatore della Repubblica Democratica del Congo.

## Carriera
Il 14 agosto 2014 viene nominato il nuovo CT della nazionale del Congo.

## Palmarès

### Allenatore

#### Competizioni internazionali
- Coppa della Confederazione CAF: 1

RS Berkane: 2021-2022